# Oud-Sabbinge
Oud-Sabbinge est un hameau de la commune de Goes, dans la province néerlandaise de Zélande. Oud-Sabbinge comptait 228 habitants en 2006.

## Histoire
Le nom Sabbinge est apparu pour la première fois en 1206 ou en 1208 (la date est difficilement lisible) dans une charte dans laquelle Egidius van Sabbinge est identifié en tant que témoin. Les seigneurs de Sabbinge ont habité un château dont les ruines, jusqu'au milieu du siècle précédent, se trouvaient dans le hameau. Dans les années soixante, ce château a été restauré à fond.
Le polder d'Oud-Sabbinge est la seule partie de l'ancienne île de Wolphaartsdijk qui soit habitée de manière permanente depuis la première implantation dans la région vers l'an 1000. Toutes les autres parties de l'île sont devenues inhabitables à un moment quelconque à cause des inondations.
On suppose que les premiers habitants sont venus de la Flandre alors surpeuplée. Les villages de Hongersdijk et de Westkerke ont disparu entièrement dans la mer lors d'inondations au moyen âge.
Sabbinge a été pendant longtemps le village principal de l'île, les noms de deux autres villages, Oostkerke et Westkerke (église est et ouest), le soulignent. La taille des fondations de l'ancienne église d'Oud-Sabbinge témoigne aujourd'hui encore de son importance : elle a été l'église principale de l'île.
En 1572, les Gueux ravagent l'église, voulant empêcher que l'île de Wolphaartsdijk tombe aux mains des Espagnols qui occupaient Goes. La plupart des habitants de Sabbinge et les prêtres ont été molestés et chassés. Avec l'abandon de l'église pour les services religieux, Oud-Sabbinge passa du statut de village à celui de hameau.
Avec le ravage de l'église, Sabbinge a perdu son statut de centre ecclésiastique de l'île. Cent ans plus tard, le village n'était déjà plus qu'une annexe administrative d'Oostkerke (rebaptisée ultérieurement Wolphaartsdijk) par le mariage d'une demoiselle de Sabbinge avec le fils cadet du seigneur d'Oostkerke, Laurens van Cats.
En 1806, les restes de l'église sont abattus. À la place des ruines, une école paroissiale est d'abord établie et plus tard un atelier et un entrepôt pour quelques artisans locaux.
En 1809, des spéculateurs rotterdamois créent le Wilhelminapolder à l'est. Le syndicat des eaux Zeeuwse Eilanden assèche l'île de Wolphaartsdijk, désormais rattachée au Zuid-Beveland.
À la place de l'église, une école primaire publique a été bâtie en 1872.
En 1953, au cours de l'inondation de la nuit du 31 janvier au 1er février, l'Oud-Sabbingepolder se retrouve avec de l'eau jusqu'aux hanches. Il n'y a pas eu de victimes.
Longtemps après la Seconde Guerre mondiale, Oud-Sabbinge est a vécu en autarcie avec son propre forgeron, son charron, quelques de boulangers et bouchers, un coiffeur, un poissonnier, un fabricant de sabot, un épicier et un magasin. La progression du nombre de personnes possédant une voiture provoqua à Oud-Sabbinge, comme ailleurs, la disparition des petits commerçants. Le hameau se vida et presque un quart des maisons étaient, dans les années 1970, des résidences secondaires. La commune découragea fructueusement cette utilisation récréative et Oud-Sabbinge est redevenue progressivement une localité résidentielle pleine de vie, certes sans commodités.
En 1973 l'école primaire publique ferme aussi, mais il est assez ironique que ce soit dû au statut protégé qu'a maintenant Oud-Sabbinge : les quartiers neufs, préfabriqués, qui ailleurs soutiennent le maintien de l'enseignement n'ont jamais été bâtis à Oud-Sabbinge et, de ce fait, c'est l'un des hameaux les plus authentiques de Zélande.

## Château
Un château séculaire se trouve à Oud-Sabbinge : le Hooge Huijs (ou Huis te Sabbinge), bâti vers 1250. Il a été la demeure des seigneurs de Sabbinge. Le commanditaire de sa construction fut probablement Wolfert van Borssele.
En 1321, le château seigneurial Hooge Huys est détruit puis reconstruit. Attribué conformément à une lettre de réconciliation du 21 avril 1321 au comte Guillaume, le Hooge Huys est occupé par Claeijs de Schengen. Le château affirme à l'époque l'autorité séculière d'Oud-Sabbinge sur l'île de Wolphaartsdijk. Cela dure jusqu'à 1457 : une demoiselle de Sabbinge se marie alors avec un seigneur d'Oostkerke, Laurens van Cats, surnommé « le riche seigneur de Wolphaartsdijk ».
Le château est abandonné et devient une ferme seigneuriale. Au cours des siècles, la construction se dégrade de plus en plus. Au milieu du siècle précédent, il ne subsistait encore qu'une habitation et, dans la cave, un entrepôt pour les pommes de terre. Vers 1960, le Hoog Huijs est restauré à fond et est remis dans son état médiéval (en partie selon la fantaisie du commanditaire).
Le château, caractéristique de l'ouest, est habité et ne peut pas être visité.

## Origine du nom
Au sujet de la provenance du préfixe, il y a moins de confusion qu'au sujet du nom. Sabbinge est devenu vieux (oud) seulement après la poldérisation du Nieuw-Sabbingepolder en 1692. Pour le nom, trois explications existent :
- La première tire son origine des anciens seigneurs : un membre de la famille des Saxbald pourrait avoir siégé à Oud-Sabbinge. Sabbe est une abréviation de ce nom et le suffixe inge signifie dans ce cas appartenant. La famille Sabbinger serait alors une branche issue du tronc des Saxbald.
- La deuxième explication tire son origine de l'ancienne structure géographique de l'île de Wolphaartsdijk. Une sabb est une petite embarcation. Une inge est une crique. Depuis Sabbinge, on pouvait avec un bateau se rendre du côté opposé de la crique.
- La troisième hypothèse mène aussi en direction d'un cours d'eau (dans le pays marécageux). Sabbe pourrait avoir été déduit de l'adjectif sabbig signifiant « boueux, juteux, marécageux ».

Les habitants d'Oud-Sabbinge appellent leur localité 't Ouweland, parce que l'Oud-Sabbingepolder a été habité continuellement durant 1000 ans. Le village se trouve à un kilomètre à l'est de Wolphaartsdijk. Jusque tard au cours du siècle précédent, Oud-Sabbinge a aussi été appelé le « Village aux sabots », une référence à la relative pauvreté à 't Ouweland.

## Mère des armoiries zélandaises
Les armes d'Oud-Sabbinge (d'argent à trois fasces ondées d'azur) ont été le modèle non seulement de nombreux blasons de villages (parmi lesquels Wolphaartsdijk) et de villes zélandaises, mais aussi des armoiries de la province de Zélande. Cela illustre qu'Oud-Sabbinge est l'aîné des villages zélandais.

## Moulinde Haas
En 1853, Gerard Bevelander, un boulanger, bâtit à Oud-Sabbinge, le moulin de Haas (le lièvre). Dans la nuit du 19 avril 1928, le moulin part rapidement en fumée. Selon le journal De Goessche Courant : « En quelques instants, le moulin entier était en flammes, alors que le service d'incendie, étant donné que la pression de la conduite d'eau sur place semblait également trop faible pour que l'eau atteigne le toit, était pratiquement impuissant ».
L'association De Zeeuwse Molen se bat pour la conservation du Haas, surtout en raison de son moteur Diesel unique qui remplace les ailes depuis l'incendie de 1928. En effet, dans toute la Zélande, il n'y a plus que trois de ces meuneries à moteur.
À côté des ruines du moulin de Haas se trouve le camping du même nom.

## Chaîne de télévision
Oud-Sabbinge est l'un des plus petits hameaux au monde à avoir sa propre chaîne de télévision : Cineac Oud-Sabbinge. La chaîne diffuse ses émissions sur Internet et parfois sur un grand écran sur le Ring, la place centrale. Cineac Oud-Sabbinge peut être considéré comme un journal villageois digital.

## Note
1. ↑  Voir le reportage de Cineac Oud-Sabbinge aux Archives zélandaises concernant ce document (nl)
2. ↑  Les armoiries d'Oud-Sabbinge sur Wolphaartsdijk Online (Ambacht-Sabbinge)